# Areyön

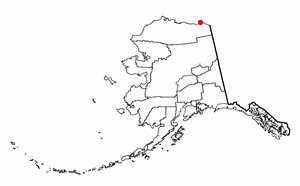
Lägeskarta

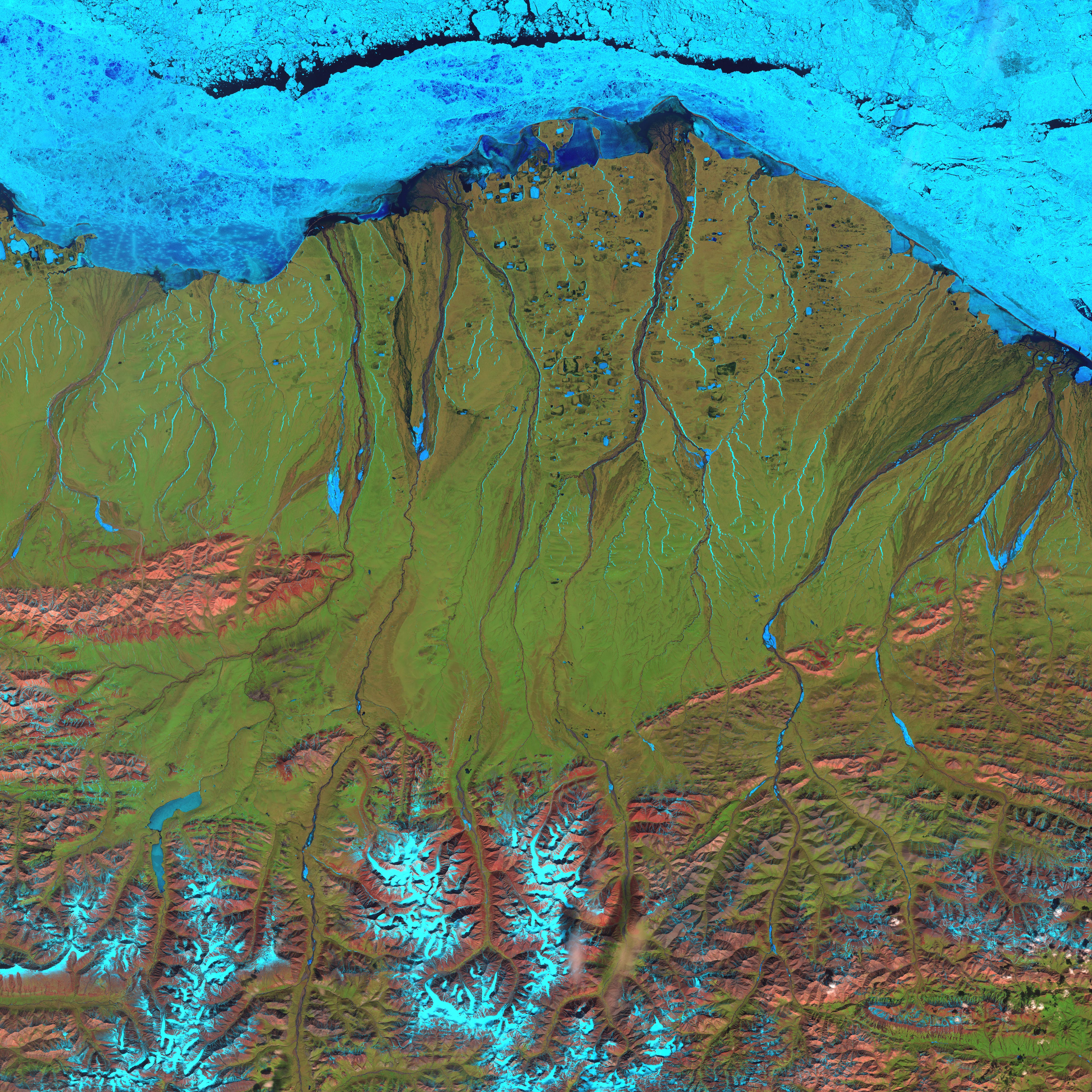
Satellitbild över området

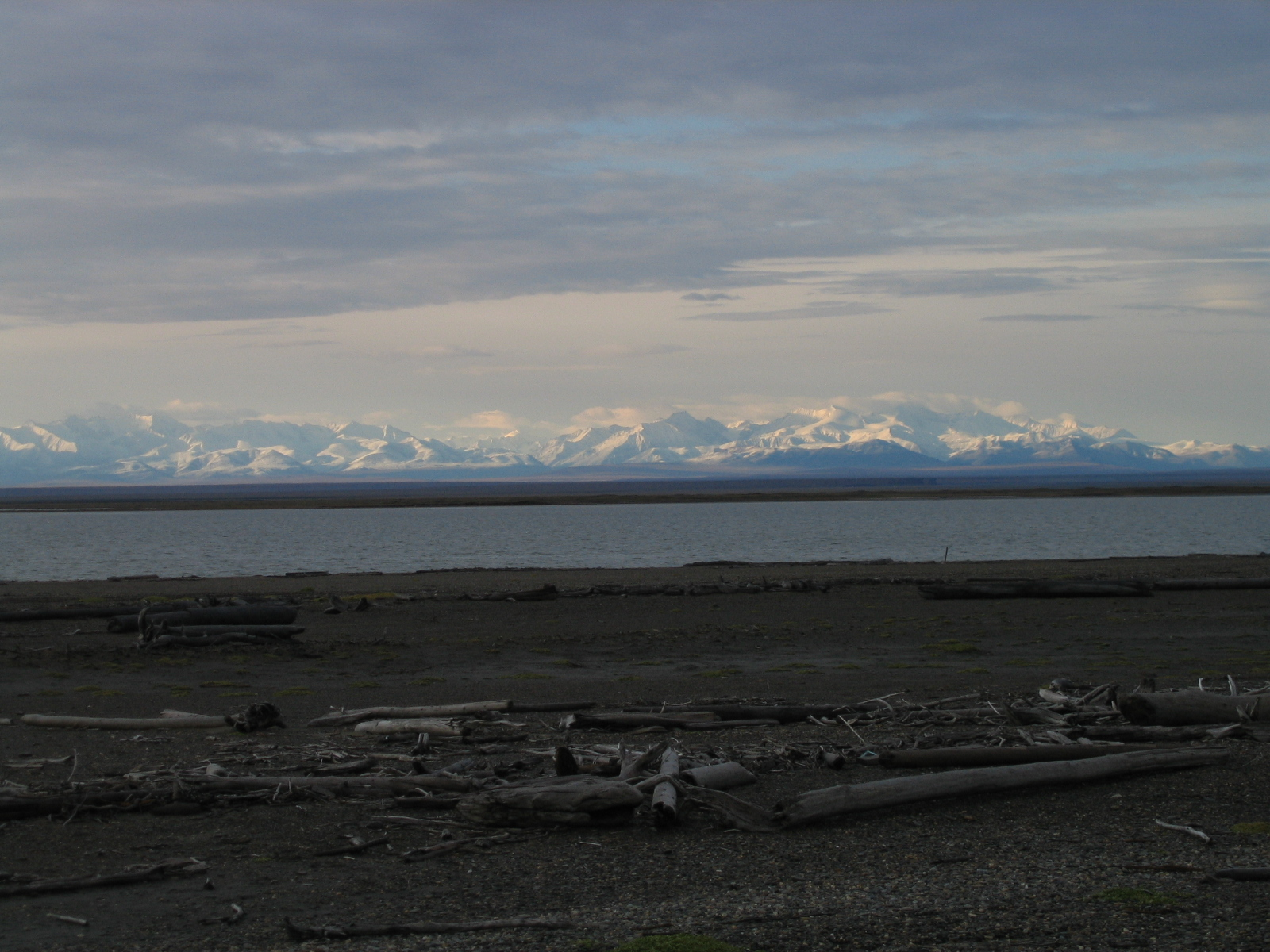
Areyön i förgrunden

Areyön (engelska Arey Island, inuktitut Nalageavik ) är en liten ö i Norra ishavet som tillhör Alaska, USA.

## Geografi
Areyön ligger i Beauforthavet cirka 450 km sydöst om Barrow vid Areyviken på Alaskas norra kust och ca 145 km väster om den kanadensiska gränsen.
Den obebodda ön är ca 11 km lång  och är en helt obevuxen långsmal sandbank. Ön sträcker sig från Hulahulaflodens mynning till ca 2 km väster om Barterön. Areyön ligger inom viltreservatet Arctic National Wildlife Refuge.
Förvaltningsmässigt ingår ön i distriktet "North Slope Borough".

## Historia
Den 4 augusti 1826 namngav John Franklin ön "Barter Island". Namnet användes lokalt dock till den större Barterön öster om Areyön .
1907 utforskades ön av Ernest Leffingwell under dennes expeditioner i området och som då döpte ön till Areyön efter den amerikanske guldletaren H. T. "Ned" Arey som hade hjälpt honom med utforskningen av Okpilakfloden .
Numera är ön i privat ägo och tillhör Kaktovik Inupiat Corporation (KIC) .